# Ormosia machidana
Ormosia machidana är en tvåvingeart som beskrevs av Alexander 1933. Ormosia machidana ingår i släktet Ormosia och familjen småharkrankar. Inga underarter finns listade i Catalogue of Life.